# 이건일
이건일(1944년 3월 9일~1999년 7월 15일)은 대한민국의 정치인이다. 제12대 국회의원을 지냈다.

## 역대 선거 결과
|  | 11.97% |

|  | 24.40% |

|  | 37.14% |

|  | 9.37% |